# Quadrangle de Borealis
Le quadrangle de Borealis ou quadrangle H-1 est un des quinze quadrangles cartographiant Mercure. Il couvre la région polaire de Mercure.

## Appellation
Avant les survols des télescopes spatiaux, ce quadrangle était nommé Goethe en référence à l’imposant Bassin de Goethe de 400 km de diamètre qu’il contient. En 1976, l’IUA l’a nommé Quadrangle de Borealis pour sa position englobant le pôle nord et l’a codifié H-1, H pour Hermès équivalent grec du dieu romain Mercure. Les quadrangles de Mercure commencent au pôle géographique nord par H-1 et terminent au pôle géographique sud par H-15.

## Cartographie

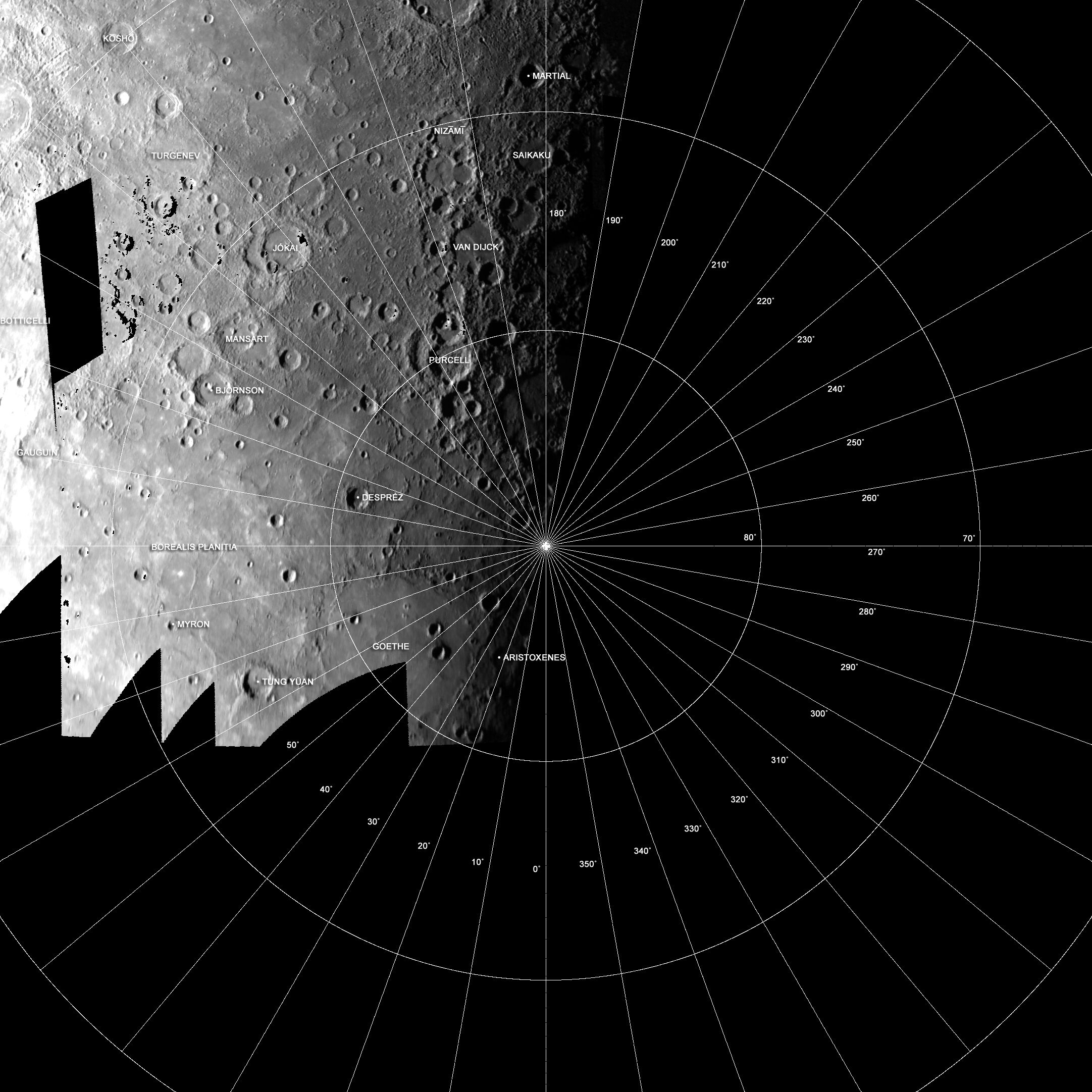
Quad de Borealis vu par Mariner 10
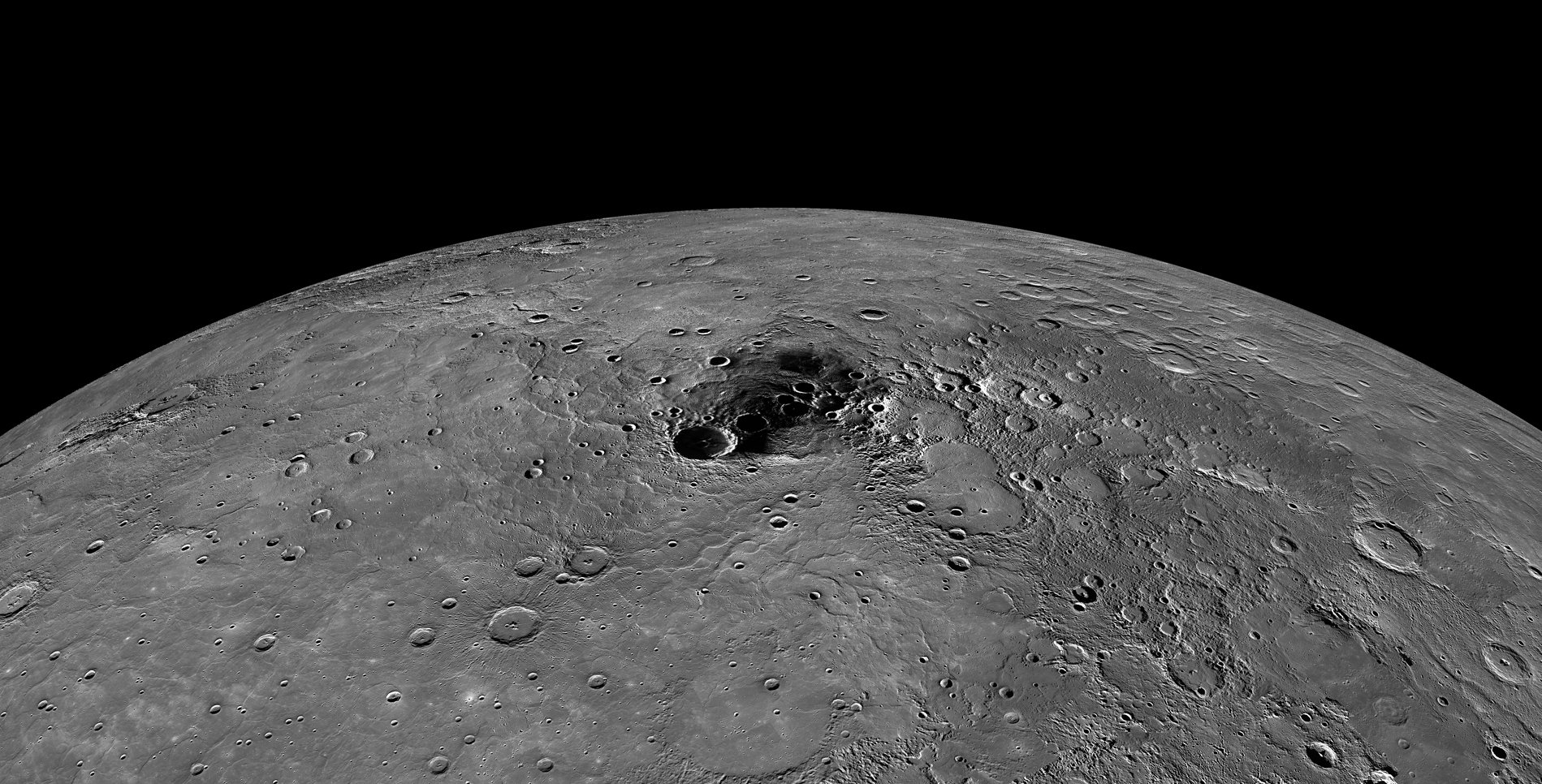
vu par Messenger

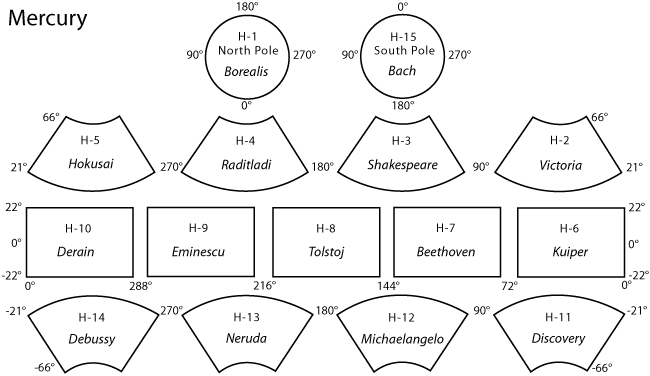
Série de cartes de Mercure à l'échelle 1:5 million divise Mercure en 15 quadrangles, Borealis H-1 à Bach H-15, elle couvre 100 % de la surface de Mercure.

Le quadrangle de Borealis couvre la région polaire de Mercure jusqu'à 65° de latitude.
L’étude de ce quadrangle est périodiquement mise à jour depuis les données de Mariner 10. Il a été cartographié par les sondes Mariner 10 de 1974 à 1975 et Messenger de 2008 à 2015. En 2024, il reste des zones d'ombre persistantes que la mission BepiColombo devrait dissiper.
L’étude géologique de H-1 est approfondie dans le cadre de la mission PDART de la NASA,.Mariner 10 a eu une couverture de H-1 incomplète tout en permettant la vision de plaines lisses et de cratères,, les photos de Messenger mettent en relief de nombreux cratères jeunes et anciens, des plaines lisses et inter cratères déterminant l’origine volcanique du quadrangle.

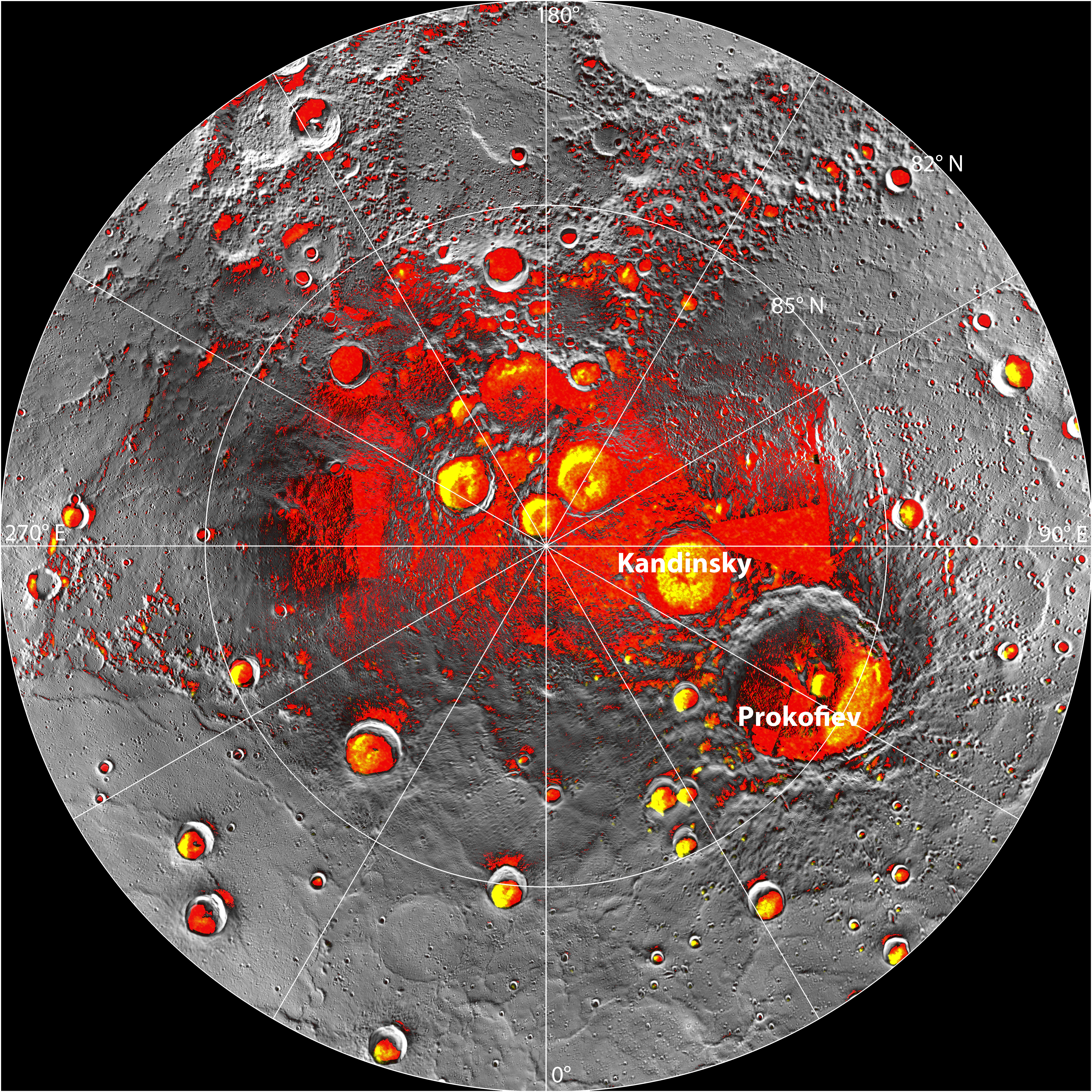
Zones d'ombre permanentes en rouge

## Éléments caractéristiques du relief
Dans les éléments caractéristiques du quadrangle de Borealis approuvés par l'IUA, se trouvent la  grande plaine Borealis Planitia de 3450 km, la vallée Cahokia Vallis de 77 km, les masses de rochers de La Dauphine Rupes , Zapiola Rupes et parmi les très nombreux cratères de toutes tailles 8 cratères de plus de 100 km.
| Nom du cratère | Ø en km |
| -------------- | ------- |
| Goethe         | 317     |
| Henri          | 163     |
| Lismer         | 139     |
| Mendelssohn    | 291     |
| Prokofiev      | 112     |
| Stieglitz      | 100     |
| Turgenev       | 136     |
| Van Dijck      | 101     |